# Pierre Laromiguière
Pierre Laromiguière, född 3 november 1756 i Livignac, död 27 augusti 1837 i Paris, var en fransk filosof.

## Biografi
Som filosofiprofessor på Toulouse universitet var Pierre Laromiguière inte särskilt framgångsrik och ådrog sig Franska parlamentets ogillande för sitt arbete om äganderätten och skattesystemet. Till slut flyttade han till Paris där han blev professor i logik på École normale och föreläsare i Prytanée. År 1799 blev han medlem i Tribunatet och 1833 i Akademin för moral och politisk filosofi. 1793 publicerade han verket Projet d'éléments de métaphysique, en bok som utmärkt sig för sin välskrivenhet. Han skrev också två memoarer vid namn Les Paradoxes de Condillac (1805) samt Le cours de philosophie (1815–1818).

## Filosofi
Laromiguières filosofi var en revolt mot naturvetenskapsmännens extrema fysiologiska psykologi, såsom den hos Cabanis. Laromiguière gjorde en distinktion mellan de psykologiska fenomen som kan spåras direkt från helt fysikaliska orsaker, och de "själshandlingar" som kommer från inom en själv. Psykologin var således inte en del av fysiologin, enligt honom. Han gav dock aldrig denna teori en välutvecklad metafysisk grund. Han var elev till Étienne Bonnot de Condillac och hade influerats mycket av Antoine Destutt de Tracy. Han gav stor vikt vid "uppmärksamheten" som en psykisk förmåga. Uppmärksamheten förser fakta, jämförelsegrupper kombinerar dem och förnuftet systematiserar och förklarar dem. Själen är aktiv i sina val, dvs. den är begåvad med fri vilja och även odödlighet.
Han hade ingen respekt för naturvetenskapen som en metod för upptäckt. Han vidhöll att dess omdömen är, som bäst, identitetsuttalanden och att de s.k. upptäckterna bara var en upprepning av gamla truismer fast i ny form. Laromiguière var inte den första att utveckla dessa ståndpunkter; han hade mycket att tacka sina forna lärare och Destutt de Tracy.

## Inflytande
Välskrivenheten av hans verk gav dem stort inflytande, i synnerhet över Armand Marrast, Louis Cardaillac och Victor Cousin. Hans föreläsningar i École Normale gjorde så stort intryck i Cousins liv att han som följd därav bestämde sig för att ägna sitt liv åt studier inom filosofin. Jouffroy och Hippolyte Taine instämmer i beskrivningen av honom som en av 1800-talets största tänkare.